# Gladiolus oppositiflorus
Gladiolus oppositiflorus är en irisväxtart som beskrevs av Herb.. Gladiolus oppositiflorus ingår i släktet sabelliljor, och familjen irisväxter.

## Underarter
Arten delas in i följande underarter:
- G. o. oppositiflorus
- G. o. salmoneus